# NAM-1975
NAM-1975 — игра военной тематики, выпущенная компанией SNK в 1990 году. Это первая игра, выпущенная для аркадных автоматов Neo-Geo и домашних консолей.

## Сюжет
«Рёв вертолётов над головой вернул нас в реальность. Мы никогда не забудем кошмар того лета…» с этой фразы начинается история Сильвера и Брауна, двух персонажей игры.
В игре описываются вымышленные события последних месяцев войны во Вьетнаме. История начинается с того, что два солдата вступают в войну с целью освобождения Dr. R. Muckly, бывшего учёного из американской армии, похищенного террористами. Nancy Muckly, дочь Dr. Muckly также была похищена.
Тем не менее, по ходу игры солдаты узнают, что Dr. R. Muckly является сумасшедшим, пытающимся создать гигантский лазер, аналогов которому в мире не существует.
В игре имеется много ссылок на известные фильмы о Вьетнамской войне, такие как Апокалипсис сегодня и Цельнометаллическая оболочка.

## Геймплей
Джойстик используется для перемещения солдата и прицела вправо и влево. Кнопка A используется для совершения выстрела в том направлении, куда указывает прицел. Если кнопка стрельбы нажата, игрок может перемещать прицел, в то время как его игровой персонаж будет находиться на месте. Кнопка B используется для того чтобы бросить гранату в том направлении, куда указывает прицел. Одновременное нажатие кнопки C и перемещение джойстика вправо или влево позволяют персонажу бежать в заданном направлении. Перемещение джойстика по диагонали влево или по диагонали вправо во время бега позволяет игроку уворачиваться от пуль.
Игрок начинает игру с обычным пулемётом с бесконечным боезапасом и 10 обычными гранатами. Когда некоторые из врагов умирают, из них выпадают пистолеты или гранаты. Оружие в игре состоит из пулемёта Balcan (наиболее мощный пулемёт), огнемёта (способен уничтожать только врагов находящихся на земле) и ракетной пусковой установки. Гранаты состоят из обычных гранат, бомб и бомб из напалма.
Кроме того, при освобождении заложника, заложник начинает помогать игроку убивать врагов до тех пор, пока игрок не будет убит.